# Fredrik Schulte
John Fredrik Ferdinand Schulte, född 6 december 1981 i Hässelby församling i Stockholm, är en svensk politiker (moderat). Han var riksdagsledamot 2006–2014, 2014–2018 och 2019–2022, invald för Stockholms läns valkrets. Han har varit ledamot i Moderata Ungdomsförbundets förbundsstyrelse[källa behövs] och kommunpolitiker i Täby.

## Riksdagsledamot
Vid riksmötets öppnande inför perioden 2012–2013 den 18 september 2012 valde Schulte att avstå från gudstjänsten i Storkyrkan och istället delta i Humanisternas sekulära "samling" som var ett alternativ till gudstjänsten under riksdagens öppnande. Riksdagsledamoten Roland Utbult kritiserade detta då han ansåg att det splittrade riksdagsledamöterna.

### Motioner och interpellationer
Schulte har som riksdagsledamot skrivit under ett flertal motioner, bland annat om invandring, läkarassisterad dödshjälp  och översyn av vårdnadsregler. Han har också skrivit interpellationer om bland annat rutavdrag för hushållsnära tjänster och medborgarlön Schulte var under riksdagsåret 2014–2015 den som deltog längst tid i kammarens debatter. 

### Debatt
Som debattör har Schulte bland annat vänt sig mot idén att ersätta jobbskatteavdraget med ett högre grundavdrag.. Han har också (i november 2014) uttryckt motstånd mot framställningen av migrationen till Sverige som ohanterlig. Han ser den som en utmaning, men inte någon oöverstiglig sådan.